# مايلز براون (موسيقي)
مايلز براون (بالإنجليزية: Miles Brown)‏ هو موسيقي أسترالي، ولد في 4 يناير 1978.